# Ailano
Ailano är en ort och kommun i provinsen Caserta i regionen Kampanien i Italien. Kommunen hade 1 330 invånare (2017).